# Gerhard Kurt Müller
Gerhard Kurt Müller (* 1. Oktober 1926 in Leipzig-Probstheida; † 16. Oktober 2019) war ein deutscher Maler, Grafiker und Bildhauer und in der DDR Hochschullehrer.

## Leben

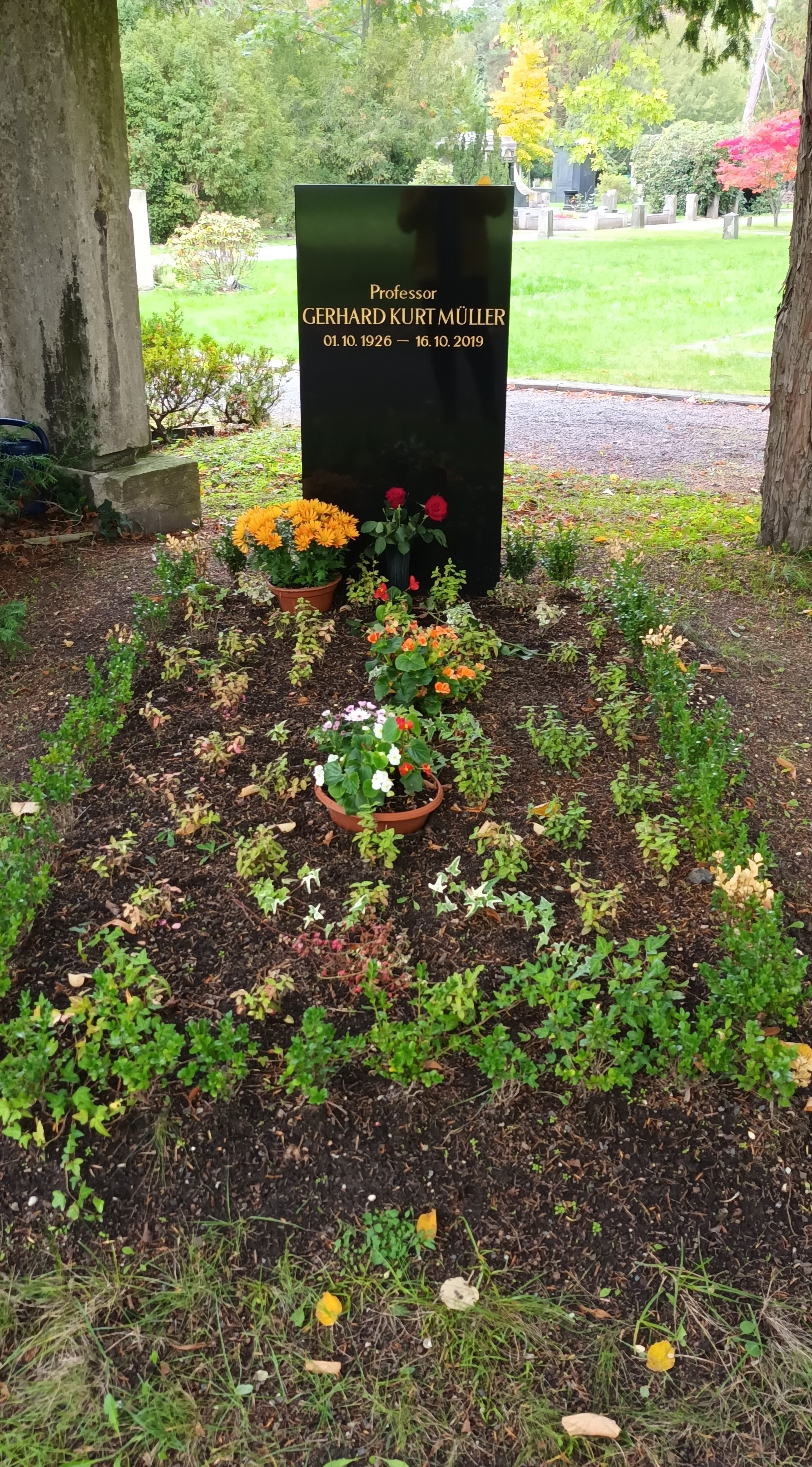
Grabstätte Gerhard Kurt Müller (2022)

Müller absolvierte von 1941 bis 1943 eine Grafikerlehre bei der Firma Brandstetter in Leipzig. Gleichzeitig besuchte er die Gutenbergschule, u. a. bei Karl-Arthur Müller, von dem er erste künstlerische Anregungen erhielt. Ende 1943 meldete er sich freiwillig zur Luftwaffe. Er wurde dem 15. Fallschirmjägerregiment zugeteilt, nahm an Einsätzen 1944 in der Normandie, im Kessel von Falaise sowie Ende 1944 in den Ardennen teil, bevor er im März 1945 in der Champagne in französische Kriegsgefangenschaft geriet.
Nach seiner Entlassung war er 1948 vorübergehend als Holzfäller, Landarbeiter und Bibliothekar tätig. von 1948 bis 1952 studierte er bei Elisabeth Voigt und Kurt Massloff an der Hochschule für Grafik und Buchkunst (HGBK). Für das Diplom schuf er satirische Lithographien sowie eine Arbeit über Honoré Daumier. Von 1954 bis 1968 leitete er an der HGBK die Fachklasse für Freie Graphik und Illustration. Ab 1961 hatte er eine Professur. Außerdem war er von 1964 bis 1967 Rektor der Hochschule.
Nach seinem Ausscheiden aus dem Hochschuldienst lebte Müller als freischaffender Maler und Grafiker in Leipzig und ab 1981 in Friedrichsdorf.
Müller hatte in der DDR und auch nach der deutschen Wiedervereinigung eine außerordentlich große Zahl von Einzelausstellungen und Ausstellungsbeteiligungen, u. a. von 1953 bis 1988 an allen Deutschen Kunstausstellungen bzw. Kunstausstellungen der DDR in Dresden. 2018 zeigt das Lindenau-Museum Altenburg unter dem Titel "Gerhard Kurt Müller. Maler / Bildhauer / Zeichner" eine umfangreiche Ausstellung.
Müllers Grabstätte befindet sich auf dem Südfriedhof in Leipzig.

## Wirken
Gerhard Kurt Müller – er belebte die Technik des Holzstichs neu – schuf Holzstiche unter anderem zu Werken von Friedrich von Schiller, Heinrich Heine (Deutschland ein Wintermärchen – IB 973), Heinrich von Kleist (Michael Kohlhaas – IB 161/C), Nikolai Gogol, Honoré de Balzac sowie Bertolt Brecht. Seit den 1960er Jahren fertigte er monumentale Historiengemälde an, so etwa die Hamburger Trilogie, entstanden in den Jahren 1979 und 1980, seit 1973 auch Holzskulpturen. Gerhard Kurt Müller verwendete klare Formen, denen er Dringlichkeit und plastische Formen verlieh.

## Ehrungen
- 1951: Dr.-Hewlett-Johnson-Friedensstipendium
- 1964: Kunstpreis der Stadt Leipzig
- 1971: Bronzemedaille der Internationalen Buchkunstausstellung iba
- 1971: I. Preis der Triennale der Kunst Sozialistischer Länder in Sofia
- 1979: Nationalpreis der DDR III. Klasse
- 1983: Kunstpreis des FDGB
- 1984: Banner der Arbeit